# Салогор, Никита Леонтьевич
Никита Леонтьевич Салогор (2 августа (15 августа) 1901, Константиновка, Херсонская губерния, Российская империя — 24 июня 1982, Кишинёв, Молдавская ССР, СССР) — молдавский советский партийный и государственный деятель, и. о. первого секретаря ЦК КП (б) Молдавии (1942—1946).

## Биография
Член ВКП(б) с 1931 г. Окончил Академию Народного Хозяйства имени Г. В. Плеханова.
- 1941—1946 гг. — второй секретарь ЦК КП(б) Молдавии,
- 1941—1947 гг. — председатель Верховного Совета Молдавской ССР,
- 1942—1946 гг. — и. о. первого секретаря ЦК КП(б) Молдавии[1] .

Депутат Верховного Совета СССР 1 и 2 созывов.